# باشگاه فوتبال سیتینگبورو
باشگاه فوتبال سیتینگبورو (به انگلیسی: Sittingbourne Football Club) یک باشگاه فوتبال در شهر سیتینگبورن، کشور انگلستان است که در سال ۱۸۸۶ میلادی تأسیس شده‌است.